# Natació en aigües obertes al Campionat del Món de natació de 2017 – 25 km femení
La prova de 25 km femení al Campionat del Món de natació de 2017 es va celebrar el 21 de juliol de 2017.

## Resultats
La cursa es va iniciar a les 08:45.
| Posició | Nedador               | Nacionalitat    | Temps          |
| ------- | --------------------- | --------------- | -------------- |
| 1       | Ana Marcela Cunha     | Brasil          | 5:21:58.40     |
| 2       | Sharon van Rouwendaal | Països Baixos   | 5:22:00.80     |
| 3       | Arianna Bridi         | Itàlia          | 5:22:08.20     |
| 4       | Martina Grimaldi      | Itàlia          | 5:23:54.60     |
| 5       | Anna Olasz            | Hongria         | 5:23:55.00     |
| 6       | Anastasiya Krapyvina  | Rússia          | 5:24:03.70     |
| 7       | Becca Mann            | Estats Units    | 5:27:06.90     |
| 8       | Aurélie Muller        | França          | 5:28:25.30     |
| 9       | Chelsea Gubecka       | Austràlia       | 5:28:41.60     |
| 10      | Cathryn Salladin      | Estats Units    | 5:29:49.70     |
| 11      | Lenka Štěrbová        | República Txeca | 5:33:04.60     |
| 12      | Onon Sömenek          | Hongria         | 5:33:05.80     |
| 13      | Lara Grangeon         | França          | 5:33:12.00     |
| 14      | Sarah Bosslet         | Alemanya        | 5:33:19.70     |
| 15      | Yumi Kida             | Japó            | 5:39:31.50     |
| 16      | Nataly Caldas         | Equador         | 5:42:38.40     |
| 17      | Valeriia Ermakova     | Rússia          | 5:45:13.90     |
| 18      | Xeniya Romanchuk      | Kazakhstan      | 5:45:56.70     |
| 19      | Betina Lorscheitter   | Brasil          | 6:05:20.00     |
| —       | Mahina Valdivia       | Xile            | No va acabar   |
| —       | Vicenia Navarro       | Veneçuela       | No va acabar   |
| —       | Angela Maurer         | Alemanya        | No va començar |